# 11:11 (numérologie)
Pour les articles homonymes, voir 11:11.

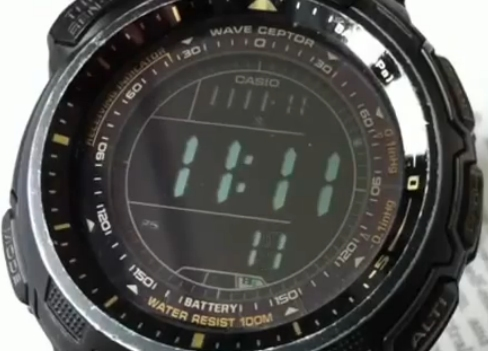
11:11:11, le 11 novembre 2011 à 11:11.

Certains numérologues croient que les faits liés à l'heure 11:11 (onze heures onze minutes) arrivent plus fréquemment et qu'ils peuvent être expliqués par la chance ou bien la coïncidence.
Cette croyance est à mettre en rapport avec le concept de synchronicité. Certains y voient un signe, d'autres une présence spirituelle.
La croyance selon laquelle l'heure 11:11 aurait des pouvoirs surnaturels a été adoptée par une partie des adeptes du New Age.
D'autres plus sceptiques se réfèrent aux travaux d'Uri Geller sur l'heure et les phénomènes 11:11.
Aux États-Unis, le jour du 11 novembre 2011 serait propice aux mariages, de même qu'en Asie. Les bébés nés à cette date reçoivent toute l'attention des médias.
En Chine, cette date est porteuse d'heureux auspices et favorable à la rupture du célibat, et le 11 novembre est considéré chaque année comme le jour des célibataires, des « 1 » solitaires se retrouveraient ensemble pour faire la fête,.

## Numérologie de 11:11
La signification de 11:11 en numérologie est la persévérance et l'ambition.
Le 1 évoque ta personne, l'unité. Mais aussi le potentiel de création et de motivation. On peut donc y associé la réalisation d'un objectif.
Le 11 est souvent interprété comme le plaisir de venir en aide à quelqu'un ainsi que la capacité de mettre en marche des choses. On peut parler de capacités à gérer un groupe, de leader !
Et enfin, on peut ajouter les 11 et obtenir le 22. Qui nous donne une indication sur la signification globale de l'heure miroir.
Le 22 est justement le nombre qui parle de persévérance mais également de diplomatie et d'harmonie !

## 11:11 en spiritualité
11:11 est une heure miroir. Toutes ont une signification spirituelle qui lui est associé.
La signification spirituelle d'une heure miroir peut se faire par l'interprétation de l'ange gardien qui y est lié.
11:11 est régi par l'ange gardien Lehaliah. Très lié à la chance, ainsi qu'au calme. Il t'aide donc à affronter les pics émotionnels tels que la colère.